# عنکبوت جهنده اینسیگنیتوس

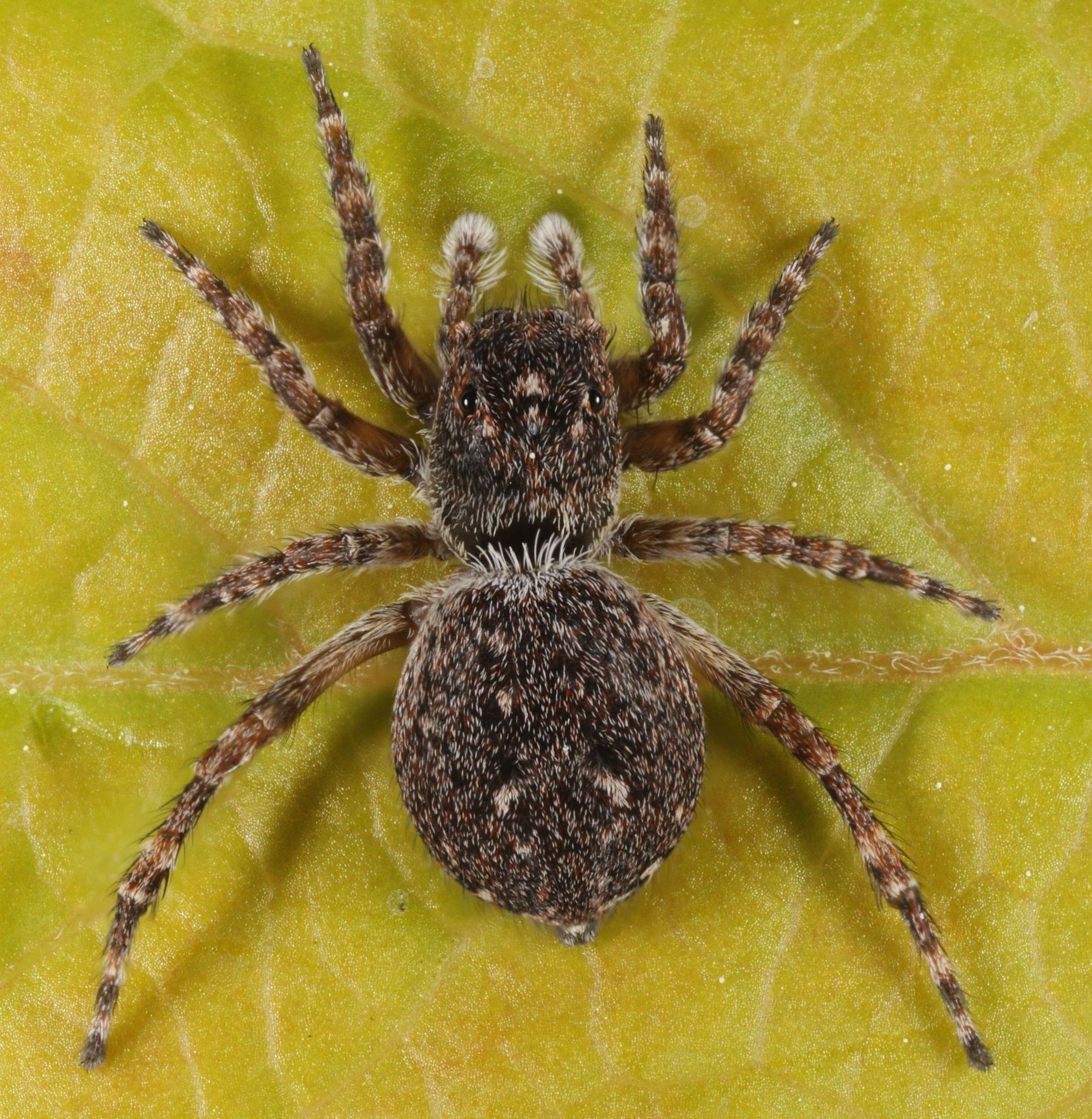
زن بالغ

عنکبوت جهنده اینسیگنیتوس (نام علمی: Aelurillus v-insignitus) نام یک گونه از تیره عنکبوت‌های جهنده است.